# Martin Rom
Martin Rom (* 18. November 1895 in Sankt Veit an der Glan; † 28. Dezember 1970 ebenda) war ein österreichischer Politiker (SPÖ) und Technischer Revident. Er war von 1947 bis 1962 Abgeordneter zum Nationalrat.
Rom besuchte nach der Volksschule die Bürgerschule und absolvierte danach die Maschinengewerbliche Fachschule in Klagenfurt, wobei er den Beruf des Maschinenschlossers und Drehers erlernte. Er war danach als Werkmeister bei den Österreichischen Bundesbahnen und Technischer Revident tätig. Politisch engagierte er sich als Gemeinderat und Bürgermeister in Sankt Veit an der Glan und war innerparteilich als Mitglied der Landesparteileitung der SPÖ Kärnten aktiv. Er vertrat die SPÖ zwischen dem 16. Mai 1947 und dem 14. Dezember 1962 im Nationalrat. 